# Coppa dell'Imperatore 2008 (pallavolo)
La Coppa dell'Imperatore di pallavolo maschile 2008 è stata la 2ª edizione della coppa nazionale giapponese. Si è svolta dal 23 novembre al 23 dicembre 2008. La vittoria finale è andata per la prima volta ai Toray Arrows.

## Regolamento
La competizione prevede che vi prendano parte 24 squadre. Sono previsti due fasi: nella prima si svolgono i primi due turni preliminari ed i quarti di finale, nella seconda si svolge la final 4. I club provenienti dalla V.Premier League scendono in campo solo da secondo turno.

## Partecipanti
| - Faculty Club Niigata - Fukuoka University - JTEKT Stings - JT Thunders - Juntendo University - Kagawa | - Kinki Club Sfida - Kinki Daigaku - Kyushu Sangyo University - Nakaiki 2001 - NEC Blue Rockets - Nippon Taiiku Daigaku | - Oita Weisse Adler - Panasonic Panthers - Ritsumeikan - Sakai Blazers - Seijo High School - Suntory Sunbirds | - Tōkai Daigaku - Toray Arrows - Toyoda Trefuerza - Tōa Daigaku - University of Fukushima - Tsukuba Daigaku |

## Competizione

### Prima fase

#### 1º turno
| 24 novembre 2008 -, - | Tōa Daigaku          | 0 - 3 | Tōkai Daigaku            | 22-25, 23-25, 16-25               |
| 23 novembre 2008 -, - | Fukuoka University   | 2 - 3 | Kinki Daigaku            | 25-23, 23-25, 25-16, 21-25, 13-15 |
| 16 novembre 2008 -, - | Faculty Club Niigata | 2 - 3 | Tsukuba Daigaku          | 22-25, 25-18, 26-24, 19-25, 8-15  |
| 15 novembre 2008 -, - | Kinki Club Sfida     | 3 - 0 | Kyushu Sangyo University | 25-21, 27-25, 25-21               |
| 24 novembre 2008 -, - | Seijo High School    | 3 - 0 | University of Fukushima  | 25-22, 25-20, 25-17               |
| 23 novembre 2008 -, - | JTEKT Stings         | 3 - 2 | Ritsumeikan              | 25-22, 25-15, 23-25, 24-26, 16-14 |
| 16 novembre 2008 -, - | Nakaiki 2001         | 0 - 3 | Nippon Taiiku Daigaku    | 14-25, 20-25, 19-25               |
| 24 novembre 2008 -, - | Kagawa               | 0 - 3 | Jutendo University       | 14-25, 17-25, 12-25               |

#### 2º turno
| 20 dicembre 2008 Todoroki Arena, Kawasaki | Panasonic Panthers  | 3 - 0 | Tōkai Daigaku         | 26-24, 25-21, 25-18              |
| 20 dicembre 2008 Todoroki Arena, Kawasaki | Kinki Daigaku       | 2 - 3 | Oita Weisse Adler     | 19-25, 25-23, 16-25, 25-22, 9-15 |
| 20 dicembre 2008 Todoroki Arena, Kawasaki | Toyoda Trefuerza    | 3 - 0 | Tsukuba Daigaku       | 25-18, 25-19, 25-16              |
| 20 dicembre 2008 Todoroki Arena, Kawasaki | Kinki Club Sfida    | 0 - 3 | Sakai Blazers         | 17-25, 23-25, 19-25              |
| 20 dicembre 2008 Todoroki Arena, Kawasaki | NEC Blue Rockets    | 3 - 0 | Seijo High School     | 25-16, 25-21, 25-18              |
| 20 dicembre 2008 Todoroki Arena, Kawasaki | JTEKT Stings        | 1 - 3 | Toray Arrows          | 25-23, 19-25, 17-25, 23-25       |
| 20 dicembre 2008 Todoroki Arena, Kawasaki | Suntory Sunbirds    | 3 - 0 | Nippon Taiiku Daigaku | 25-17, 25-19, 25-16              |
| 20 dicembre 2008 Todoroki Arena, Kawasaki | Juntendo University | 1 - 3 | JT Thunders           | 25-21, 27-29, 23-25, 19-25       |

#### Quarti di finale
| 21 dicembre 2008 Todoroki Arena, Kawasaki | Panasonic Panthers | 3 - 0 | Oita Weisse Adler | 25-17, 25-14, 25-21               |
| 21 dicembre 2008 Todoroki Arena, Kawasaki | Toyoda Trefuerza   | 3 - 2 | Sakai Blazers     | 27-25, 22-25, 19-25, 25-22, 15-10 |
| 21 dicembre 2008 Todoroki Arena, Kawasaki | NEC Blue Rockets   | 0 - 3 | Toray Arrows      | 16-25, 18-25, 17-25               |
| 21 dicembre 2008 Todoroki Arena, Kawasaki | Suntory Sunbirds   | 3 - 1 | JT Thunders       | 25-21, 25-21, 22-25, 25-14        |

### Final 4

#### Tabellone
|  | Semifinali         | Semifinali         | Semifinali   |              |                    | Finale             | Finale | Finale |  |
|  |                    |                    |              |              |                    |                    |        |        |  |
|  | Panasonic Panthers | Panasonic Panthers | 3            |              |                    |                    |        |        |  |
|  | Panasonic Panthers | Panasonic Panthers | 3            |              |                    |                    |        |        |  |
|  | Toyoda Trefuerza   | Toyoda Trefuerza   | 1            |              |                    |                    |        |        |  |
|  | Toyoda Trefuerza   | Toyoda Trefuerza   | 1            |              | Panasonic Panthers | Panasonic Panthers | 0      |        |  |
|  |                    |                    |              |              | Panasonic Panthers | Panasonic Panthers | 0      |        |  |
|  |                    |                    | Toray Arrows | Toray Arrows | 3                  |                    |        |        |  |
|  | Suntory Sunbirds   | Suntory Sunbirds   | Toray Arrows | Toray Arrows | 3                  | 1                  |        |        |  |
|  | Suntory Sunbirds   | Suntory Sunbirds   |              |              |                    |                    |        |        |  |
|  | Toray Arrows       | Toray Arrows       | 3            |              |                    |                    |        |        |  |

##### Semifinali
| 22 dicembre 2008 - ore 19:00 Todoroki Arena, Kawasaki | Panasonic Panthers | 3 - 1 | Toyoda Trefuerza | 25-27, 25-21, 25-22, 25-19 |
| 22 dicembre 2008 - ore 18:30 Todoroki Arena, Kawasaki | Suntory Sunbirds   | 1 - 3 | Toray Arrows     | 31-29, 22-25, 22-25, 17-25 |

##### Finale
| 23 dicembre 2008 - ore 15:00 Todoroki Arena, Kawasaki | Panasonic Panthers | 0 - 3 | Toray Arrows | 26-28, 25-27, 23-25 |